# Чунські
44°35′ пн. ш. 14°24′ сх. д. / 44.58° пн. ш. 14.40° сх. д.
Чунські (хорв. Ćunski) — населений пункт у Хорватії, в Приморсько-Горанській жупанії у складі міста Малий Лошинь.

## Населення
Населення за даними перепису 2011 року становило 165 осіб.
Динаміка чисельності населення поселення:

## Клімат
Середня річна температура становить 15,57 °C, середня максимальна – 27,51 °C, а середня мінімальна – 3,62 °C. Середня річна кількість опадів – 890 мм.
| Клімат поселення                              | Клімат поселення | Клімат поселення | Клімат поселення | Клімат поселення | Клімат поселення | Клімат поселення | Клімат поселення | Клімат поселення | Клімат поселення | Клімат поселення | Клімат поселення | Клімат поселення | Клімат поселення |
| Показник                                      | Січ.             | Лют.             | Бер.             | Квіт.            | Трав.            | Черв.            | Лип.             | Серп.            | Вер.             | Жовт.            | Лист.            | Груд.            |                  |
| Середній максимум, °C                         | 11,41            | 11,36            | 14,15            | 17,02            | 22,27            | 26,57            | 27,51            | 27,20            | 22,66            | 18,96            | 14,31            | 11,39            |                  |
| Середня температура, °C                       | 7,55             | 7,51             | 10,26            | 13,17            | 18,41            | 22,71            | 25,06            | 24,76            | 20,20            | 16,49            | 11,85            | 8,94             |                  |
| Середній мінімум, °C                          | 3,68             | 3,62             | 6,41             | 9,30             | 14,51            | 18,84            | 22,59            | 22,29            | 17,74            | 14,04            | 9,41             | 6,47             |                  |
| Норма опадів, мм                              | 76               | 63               | 61               | 64               | 59               | 62               | 34               | 58               | 95               | 112              | 115              | 91               |                  |
| Середньомісячна швидкість вітру, м/с          | 3.01             | 3.21             | 3.30             | 3.10             | 2.80             | 2.60             | 2.60             | 2.59             | 2.70             | 2.96             | 3.40             | 3.28             |                  |
| Середньомісячна сонячна радіація, кДж/м²·день | 4710             | 7488             | 11135            | 15852            | 20342            | 22239            | 23875            | 20529            | 14998            | 9603             | 5175             | 3982             |                  |
| --------------------------------------------- | ---------------- | ---------------- | ---------------- | ---------------- | ---------------- | ---------------- | ---------------- | ---------------- | ---------------- | ---------------- | ---------------- | ---------------- | ---------------- |
| Джерело:                                      |                  |                  |                  |                  |                  |                  |                  |                  |                  |                  |                  |                  |                  |